# Peanova křivka

První tři iterace Peanovy křivky.

Peanova křivka je křivka vyplňující dvourozměný prostor.
Objevil a popsal ji italský matematik Giuseppe Peano (1858–1932) v roce 1890, inspirován prací Georga Cantora.

## Konstrukce
- první iterace má tvar lomené úsečky; lomené dvakrát na jednu stranu a dvakrát na stranu k ní opačnou
- každá další iterace rozděluje předchozí na 3×3 segmenty, do nichž je vložen základní tvar, transformovaný (t.j. otočený nebo osově převrácený) podle daného vzoru
- je možné zkonstruovat i varianty Peanovy křivky[1]
- Peanovu křivku lze zkonstruovat rekurzivně s použitím následující „gramatiky“:
  - Nechť P, Q, R, S jsou první iterace Peanovy křivky v těchto směrech:
    - P: ↑ → ↓ →
    - Q: ↑ ← ↓ ←
    - R: ↓ ← ↑ ←
    - S: ↓ → ↑ →

  - V následujících iterací přecházejí:
    - P → {\displaystyle {\begin{pmatrix}P&S&P\\Q&R&Q\\P&S&P\end{pmatrix}}}
    - Q → {\displaystyle {\begin{pmatrix}Q&R&Q\\P&S&P\\Q&R&Q\end{pmatrix}}}
    - R → {\displaystyle {\begin{pmatrix}R&Q&R\\S&P&S\\R&Q&R\end{pmatrix}}}
    - S → {\displaystyle {\begin{pmatrix}S&P&S\\R&Q&R\\S&P&S\end{pmatrix}}}

  - Koncové body jsou poté spojeny

## Vlastnosti
- podobně jako např. dračí křivka nevyplňuje prostor neomezeně, ale daný první iterací
- je soběpodobná, invariantní vůči měřítku
- v klasické verzi je bodově symetrická podle svého středu
- s každou iterací roste počet nových podsegmentů devítinásobně (3×3)